# Мінаша (Вісконсин)
Мінаша (англ. Menasha) — місто (англ. city) в США, в округах Віннебаґо і Калумет штату Вісконсин. Населення — 18 268 осіб (2020).

## Географія
Мінаша розташована за координатами 44°12′51″ пн. ш. 88°25′38″ зх. д. / 44.21417° пн. ш. 88.42722° зх. д. (44.214100, -88.427343).  За даними Бюро перепису населення США в 2010 році місто мало площу 19,49 км², з яких 15,62 км² — суходіл та 3,87 км² — водойми.

## Демографія
Згідно з переписом 2010 року, у місті мешкали 17 353 особи в 7405 домогосподарствах у складі 4415 родин. Густота населення становила 890 осіб/км².  Було 7973 помешкання (409/км²).
Расовий склад населення:
| - 90,8 % — білих - 2,2 % — азіатів - 1,2 % — чорних або афроамериканців - 0,7 % — корінних американців - 0,1 % — вихідців з тихоокеанських островів - 3,0 % — осіб інших рас |

До двох чи більше рас належало 2,1 %. Частка іспаномовних становила 6,9 % від усіх жителів.
За віковим діапазоном населення розподілялося таким чином: 24,8 % — особи молодші 18 років, 63,6 % — особи у віці 18—64 років, 11,6 % — особи у віці 65 років та старші. Медіана віку мешканця становила 36,0 року. На 100 осіб жіночої статі у місті припадало 97,5 чоловіків;  на 100 жінок у віці від 18 років та старших — 93,8 чоловіків також старших 18 років.
Середній дохід на одне домашнє господарство  становив 61 620 доларів США (медіана — 46 540), а середній дохід на одну сім'ю — 71 972 долари (медіана — 61 440). Медіана доходів становила 42 494 долари для чоловіків та 31 540 доларів для жінок. За межею бідності перебувало 12,7 % осіб, у тому числі 21,6 % дітей у віці до 18 років та 6,0 % осіб у віці 65 років та старших.
Цивільне працевлаштоване населення становило 8729 осіб. Основні галузі зайнятості: виробництво — 28,7 %, освіта, охорона здоров'я та соціальна допомога — 18,9 %, роздрібна торгівля — 10,9 %, науковці, спеціалісти, менеджери — 10,3 %.